# Боллинже, Лили
Лили Боллинже (фр. Lily Bollinger, урождённая фр. Élisabeth Law Lauriston-Boubers; 1899—1977) — французская предпринимательница, занимавшаяся виноделием.

## Биография
Родилась в 1899 году в семье офицера британской армии, была дочерью барона Olivier Law de Lauriston-Boubers и его жены Berthe de Marsay.
10 ноября 1923 года она вышла замуж за Жака Боллинже (Jacques Bollinger, 1894—1941), генерального менеджера Champagne Bollinger, внука основателя этой известной марки шампанских вин — Жака Жозефа Боллинже (1803—1884).
После смерти мужа в 1941 году, во время немецкой оккупации, Лили Боллинже стала президентом торгового Дома Боллинже и руководила им до 1971 года. В 1961 году она выпустила марку Bollinger R.D. и в 1969 году — марку Vieilles Vignes Françaises, выведя свой бренд на международную арену.
Самое известное высказывание Лили Боллинже: «Я пью шампанское, когда мне весело и когда мне грустно. Иногда — когда я одна. А когда не одна, оно тем более обязательно. Если я не голодна, то я его просто смакую, а если голодна — пью. В прочих случаях я к нему не притрагиваюсь — разве что когда чувствую жажду».
Умерла в собственном доме недалеко от Реймса 22 февраля 1977 года После её смерти преемниками бизнеса стали её племянники — Claude d’Hautefeuille и Кристиан Бизо.
За год до смерти она была награждена французским орденом «За заслуги».